# Улица Алксная
Улица А́лксная (латыш. Alksnāja iela, дословно Ольшаниковая) — улица в Старой Риге.

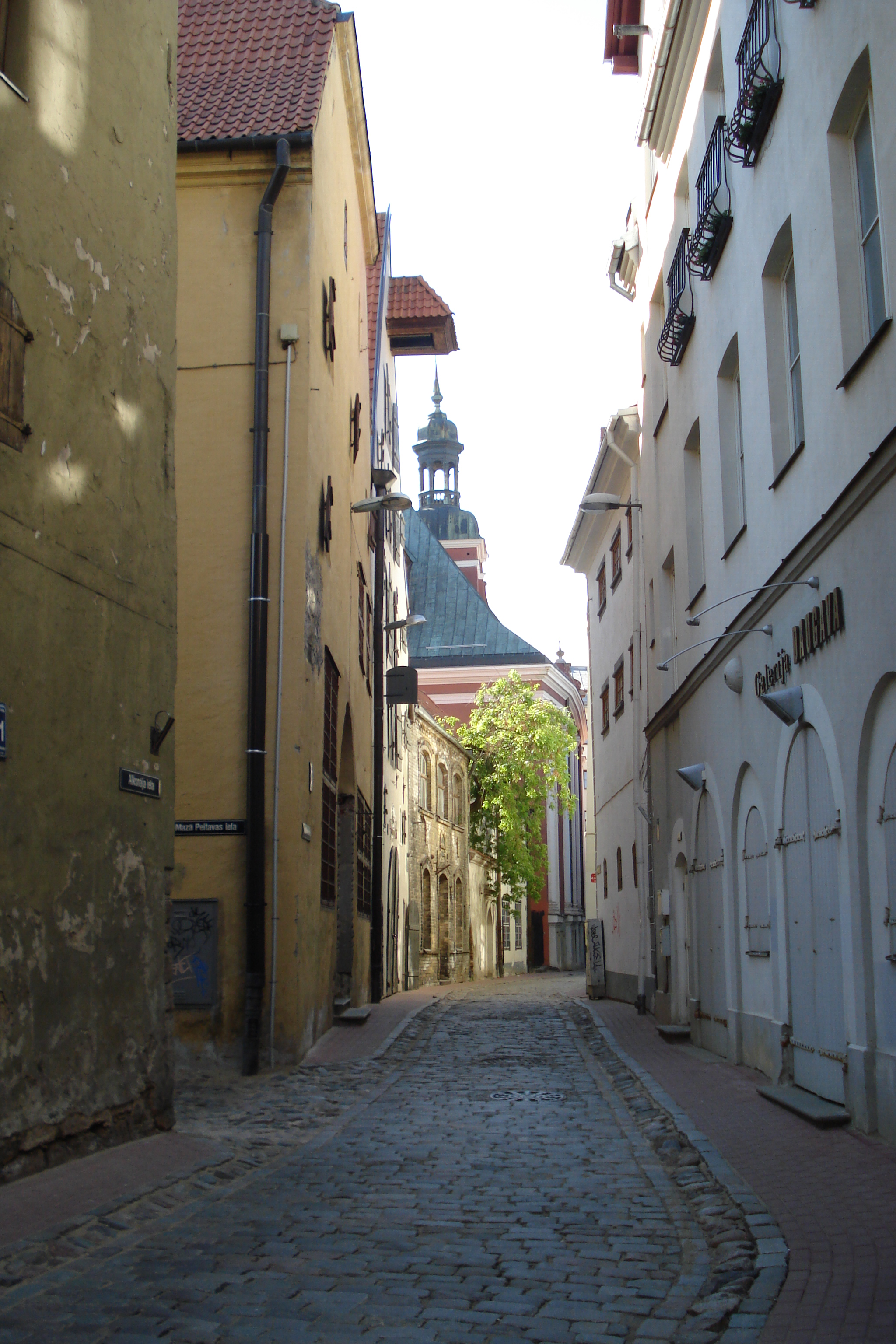
Угол улиц Алксная и Маза Пейтавас. В перспективе улицы — Реформатская церковь

Соединяет улицу Марсталю и улицу Калею. Длина улицы — 140 метров.

## История
Самое древнее название улицы, зафиксированное на городских картах и исторических документах, начиная с 1401 года, — platea Elrebrok (в переводе с латыни — Ольшаниковая). Вероятно, такое название она получила из-за зарослей ольшаника, в изобилии росших здесь до постройки немецкими торговцами амбарных комплексов.
На нижненемецком языке название улицы было оформлено в речевой оборот: als geyt in dat ellerbrok («когда идут в ольшаник»). Впервые этот оборот фиксируется в 1437 году. Частью улицы также являлся переулок между Конюшенной и Ольшаниковой в старой части города, где располагалась гавань на озере Ригас и рынок. В 1500 году на нижненемецком языке также упоминается такой вариант: de dwerstrate van der marstalstraten na dem Ellerbroke (переулок между Конюшенной и Ольшаником).
В 1577 году в документах впервые появляется название улица Пейтау (ныне Пейтавас). Улица Алксная стала именоваться Большой Пейтавской с XVII столетия. В 1861 году была переименована в Реформатскую, в связи с нахождением на перекрёстке с улицей Марсталю центра реформатской общины — Реформатской церкви.
В 1950 году улица была переименована в Красногвардейскую (Sarkanās Gvardes).
В 1987 году улица получила нынешнее название Алксная (Alksnāja, в переводе с латышского — Ольшаниковая).

## Достопримечательности

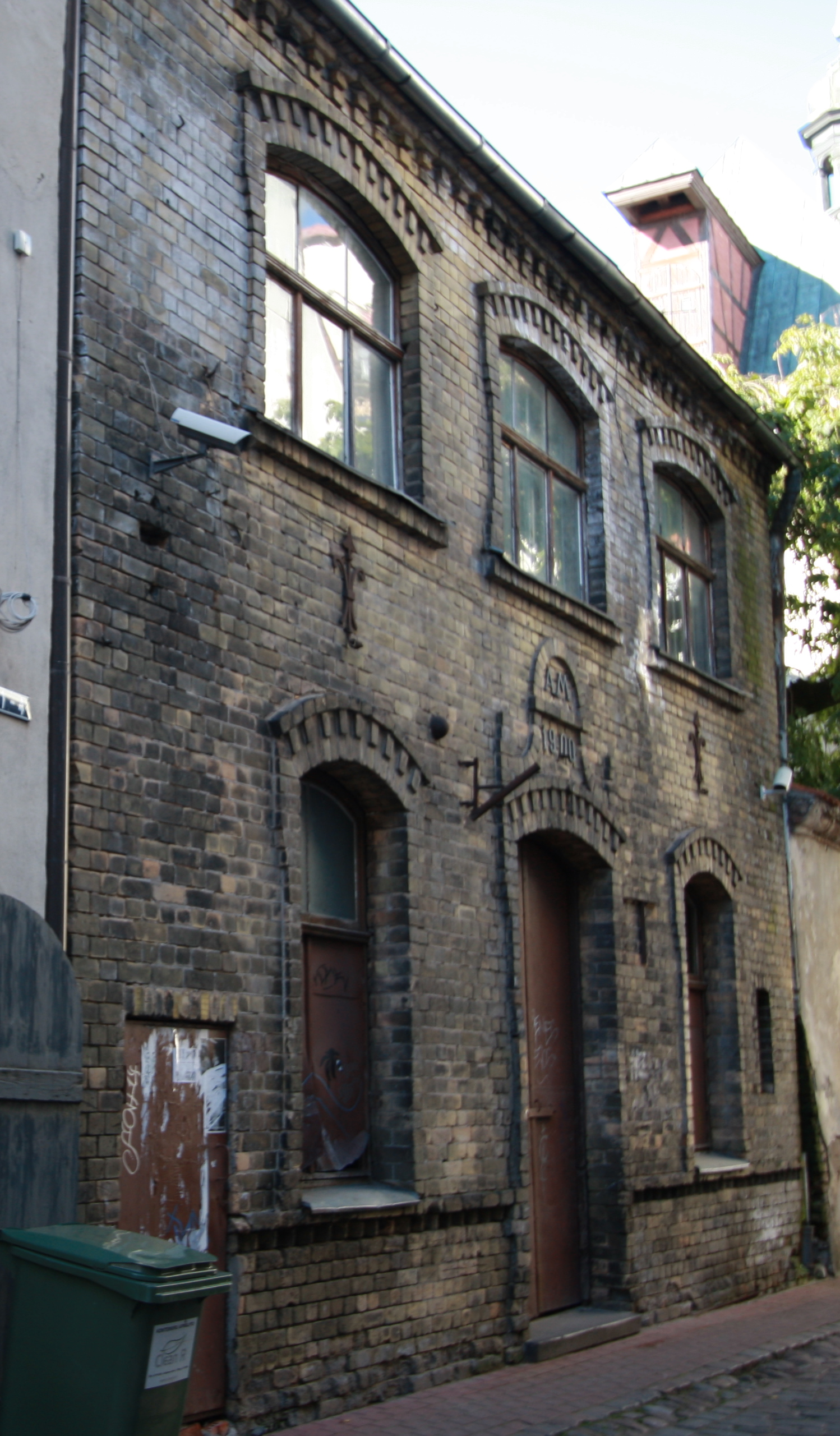
Дом 5

- Памятники архитектуры — дома и амбарные склады № 5, 7, 8, 9, 10, 11, 14. В стену д. 5 вмуровано ядро[3].
- д. 3 — склад (1629), перестроен в жилой дом (1900), в конце 1930-х годов принадлежал А. Менцендорфу.
- д. 9 — Латвийский музей спорта.
- д. 13 — флигель купеческого дома, здание с 2000 года занимает Латвийская федерация мини-гольфа.
- В 1983—1984 годах на улице были проведены археологические раскопки под руководством латвийского археолога Андриса Цауне, в результате которых под домами 11 и 13 были обнаружены фрагменты более древних зданий XIII—XVII столетий.